# De Afhaalchinees
De Afhaalchinees is een vierdelige Nederlandse documentaireserie van Omroep ZWART, geregisseerd door filmmaker Kelly-Qian van Binsbergen. De serie ging op 29 augustus 2023 in première op NPO 3 en richt zich op de wereld van interlandelijke adoptie in Nederland. Een tweede seizoen, getiteld De Afhaalchinees: Thuisbezorgd, startte op 8 mei 2025. Van Binsbergen, die als kind uit China werd geadopteerd, deelt in de documentaire haar persoonlijke ervaringen en die van andere geadopteerden. De titel van de serie verwijst naar een racistische term die Van Binsbergen in haar jeugd vaak hoorde.

## Inhoud

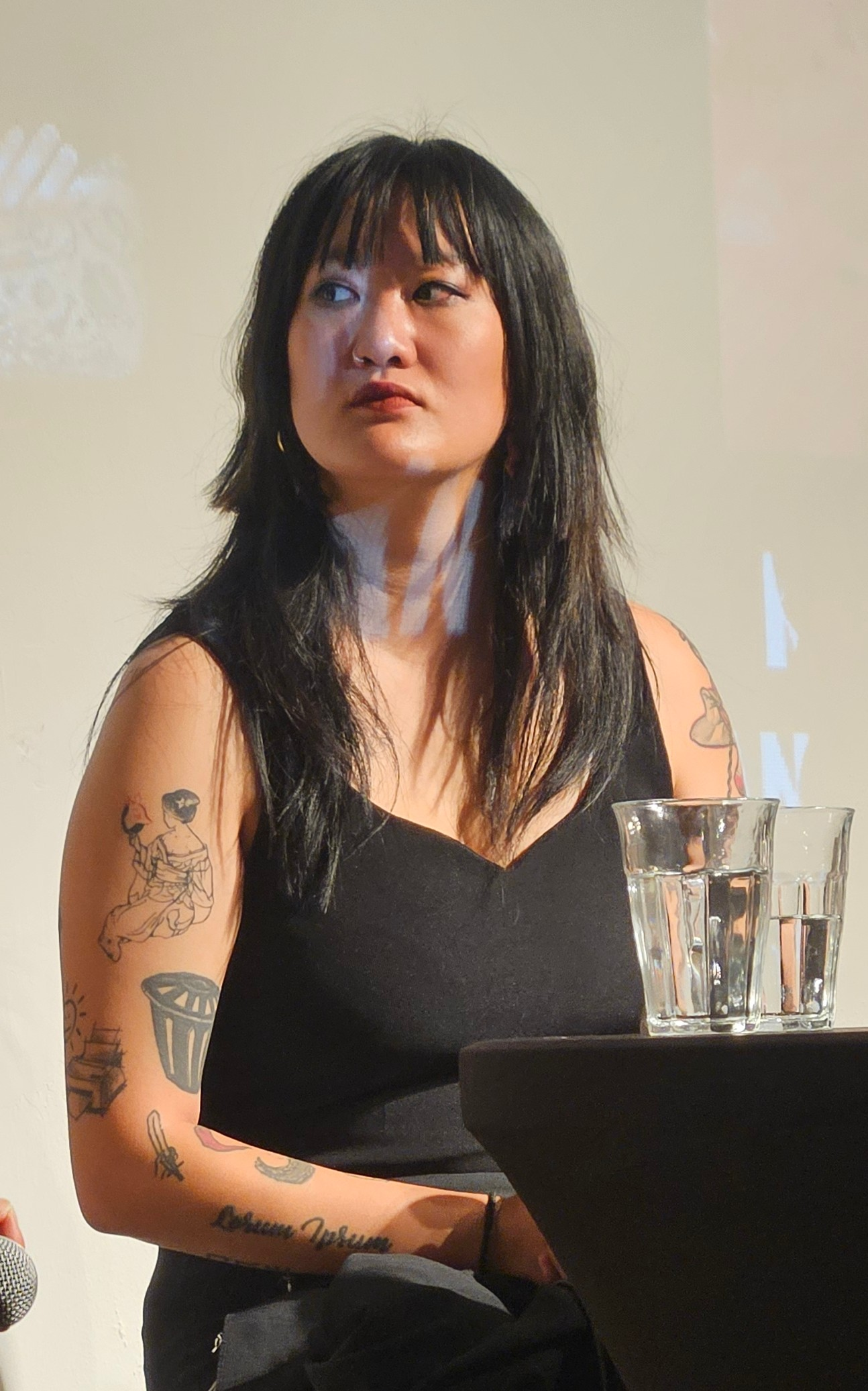
Kelly-Qian van Binsbergen bij het OneWorld Festival 2025

De documentaire belicht de tekortkomingen van het Nederlandse adoptiesysteem, waaronder gebrekkige screening van adoptieouders en een gebrek aan begeleiding, en onderzoekt de gevolgen hiervan voor geadopteerden. Van Binsbergen deelt persoonlijke ervaringen en bespreekt thema’s als identiteit, mentale gezondheid, racisme, hechtingsproblematiek en de zoektocht naar biologische ouders. Door gesprekken met haar adoptievader en andere betrokkenen stelt de serie kritische vragen over de ethiek en langetermijnimpact van interlandelijke adoptie.
In het tweede seizoen zet Van Binsbergen haar persoonlijke zoektocht voort met een reis naar China. Deze zoektocht onderneemt ze samen met haar beste vriend en Cindy Huijgen, die uit hetzelfde weeshuis is geadopteerd en inmiddels werkt als China-correspondent. Nieuwe thema's die aan bod komen zijn de complexiteit van de zoektocht naar biologische familie, de invloed van adoptie op latere liefdesrelaties, de ervaringen van afstandsmoeders, de problematiek rond seksueel misbruik bij geadopteerden en de juridische strijd van geadopteerden tegen de staat.
De serie besteedt ook aandacht aan een opgedoken fotoboek, dat mogelijk gelinkt wordt aan de dochter van de toenmalige premier Dick Schoof. Het seizoen culmineert in een directe oproep van Van Binsbergen aan premier Schoof om in gesprek te gaan over de problematiek.

## Productie
Kelly-Qian van Binsbergen is de bedenker, regisseur en presentator van de documentaireserie. Zij was ook betrokken bij de montage, samen met Vincent Manuhuwa. De serie is een productie van PnP Media, met Roel Bellinga als producent. De vormgeving werd verzorgd door Studio Yoko.
Na het eerste seizoen overwoog Van Binsbergen aanvankelijk dat haar verhaal verteld was. De overweldigende reacties en de herkenning die de serie teweegbracht bij een groot publiek, motiveerden haar echter om een tweede seizoen te maken om de thematiek verder uit te diepen.

## Afleveringen
| Seizoen | Aflevering | Datum             | Onderwerp |
| ------- | ---------- | ----------------- | --- |
| 1       | 1          | 29 augustus 2023  | Introductie van Van Binsbergen's adoptieverhaal en een kritische blik op de vroege adoptiegeschiedenis en screening van adoptieouders in Nederland.                                            |
| 1       | 2          | 5 september 2023  | De impact van adoptie op identiteit, mentale gezondheid en ervaringen van andere geadopteerden.                                                                                                |
| 1       | 3          | 12 september 2023 | Onderzoek naar Van Binsbergen's adoptiedossier en de ethische dilemma's rondom de Chinese eenkindpolitiek.                                                                                     |
| 1       | 4          | 19 september 2023 | De nasleep van het Joustra-rapport en de ethische discussie over de heropening van interlandelijke adoptie.                                                                                    |
| 2       | 1          | 8 mei 2025        | Begin van een zoektocht in China naar biologische familie en reflectie op vragen rond identiteit en afkomst. Confrontatie met het beeld van haar geboorteplaats Guiyang.                       |
| 2       | 2          | 15 mei 2025       | Vervolg van de zoektocht in China. Aandacht voor hechtingsproblematiek en de invloed daarvan op relaties en het stichten van een eigen gezin. Van Binsbergen bezoekt weeshuizen en instanties. |
| 2       | 3          | 22 mei 2025       | Ervaringen van geadopteerden met seksueel misbruik en de mogelijke verbanden met adoptie. Vondst van beeldmateriaal uit de vroege jeugd.                                                       |
| 2       | 4          | 29 mei 2025       | Perspectieven van afstandsmoeders in Nederland en China. Onderzoek naar de rol van de Nederlandse overheid in adoptieprocedures.                                                               |

## Ontvangst
Het eerste seizoen van De Afhaalchinees werd over het algemeen zeer positief ontvangen door zowel publiek als critici. De serie trok meer dan 620.000 kijkers. Recensies in onder andere het Algemeen Dagblad, NRC en de Volkskrant waren lovend, waarbij Angela de Jong het programma als "ongetwijfeld het meest indrukwekkende programma van dit moment" bestempelde.
Ook het tweede seizoen werd gunstig beoordeeld. Yasmina Aboutaleb van de Volkskrant beschouwde het vervolg als een verbetering ten opzichte van het eerste seizoen. Zij prees onder meer de voortzetting van de kenmerkende stijl waarin serieuze thema’s worden gecombineerd met humor, bravoure en emotie.

## Erkenning
Het eerste seizoen werd genomineerd voor de Zilveren Nipkowschijf, waarbij de jury de serie prees om de schokkende en humoristische aanpak, de persoonlijke inhoud en de vernieuwende vormgeving.